# Glaciar Amalia
El glaciar Amalia, también conocido como Skua Glaciar, es un glaciar situado en el parque nacional Bernardo O'Higgins. Se origina en el campo de hielo Patagónico Sur, rodea parcialmente el glaciar del volcán Reclus y erosiona el flanco norte de este último. Es hogar de pingüinos y aves marinas. En el parque nacional Bernardo O'Higgins, los glaciares situados a la cabeza del Última Esperanza y el glaciar Pio XI, son las zonas más visitadas del parque. Las principales puertas de entrada para los visitantes del parque son Puerto Natales, Villa O'Higgins, Caleta Tortel y Puerto Edén.

Este glaciar es parte de la ruta del crucero Skorpios por los Campos de Hielo Sur.
Desde 1945 hasta 1986 el glaciar se retiró 7 km, siendo, junto con el retiro del glaciar O'Higgins, el retiro más drástico de los glaciares del campo de hielo mencionado durante ese período